# Belgien ved sommer-OL 2020
Belgien deltog under Sommer-OL 2020 i Tokyo som bliver afviklet i perioden 23. juli til 8. august 2021.

## Medaljer
| 2020 Tokyo | Guld | Sølv | Bronze | Total |
| Belgien    | 3    | 1    | 3      | 7     |

### Medaljevinderne
| Belgien under sommer-OL 2020 i Tokyo | Belgien under sommer-OL 2020 i Tokyo | Belgien under sommer-OL 2020 i Tokyo | Belgien under sommer-OL 2020 i Tokyo | Belgien under sommer-OL 2020 i Tokyo |
| Medalje                              | Navn | Sport                                | Event                                | Dato                                 |
| ------------------------------------ | --- | ------------------------------------ | ------------------------------------ | ------------------------------------ |
| Guld                                 | Nina Derwael | Gymnastik                            | Forskudt barre                       | 1. august                            |
| Guld                                 | Belgiens hockeyhold - Arthur Van Doren - John-John Dohmen - Florent Van Aubel - Sébastien Dockier - Cédric Charlier - Gauthier Boccard - Nicolas De Kerpel - Augustin Meurmans - Alexander Hendrickx - Thomas Briels - Félix Denayer - Vincent Vanasch - Simon Gougnard - Arthur De Sloover - Antoine Kina - Loïck Luypaert - Victor Wegnez - Tom Boon | Hockey                               | Mændenes turnering                   | 5. august                            |
| Guld                                 | Nafissatou Thiam | Atletik                              | Damernes syvkamp                     | 5. august                            |
| Sølv                                 | Wout Van Aert | Cykling                              | Mændenes linjeløb                    | 24. juli                             |
| Bronze                               | Matthias Casse | Judo                                 | Mændenes 81 kg                       | 27. juli                             |
| Bronze                               | Pieter Devos Jérôme Guery Gregory Wathelet | Hestesport                           | Spring hold                          | 7. august                            |
| Bronze                               | Bashir Abdi | Atletik                              | Mændenes marathon                    | 8. august                            |